# Panzerfraktur

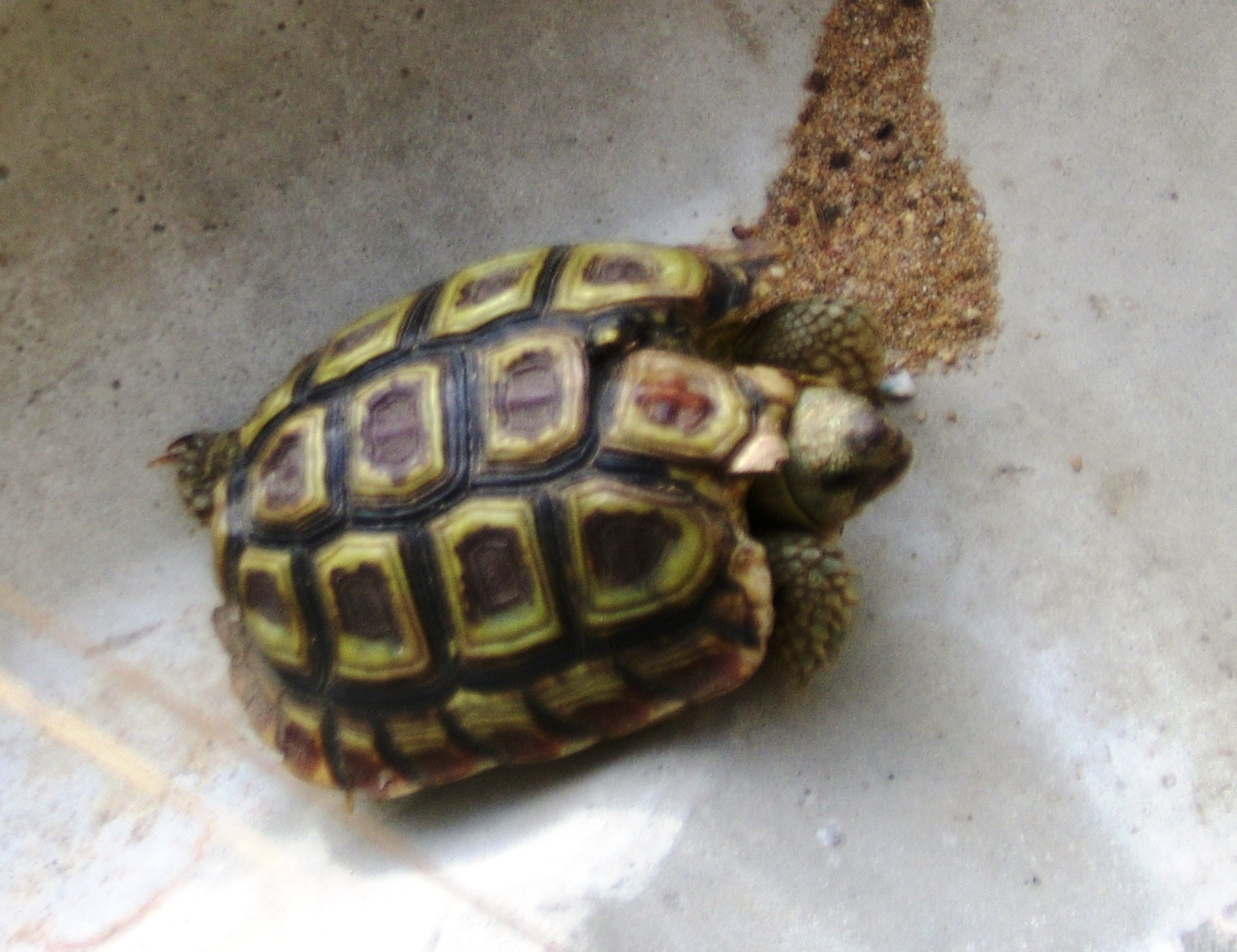
Rückenpanzerfraktur bei einer Areolen-Flachschildkröte mit deutlicher Dislokation des Nuchale und des ersten Neurale

Als Panzerfraktur bezeichnet man einen Knochenbruch des Panzers bei Schildkröten. Häufige Ursachen sind traumatische Einwirkungen wie Stürze, Tritte, Schläge oder Überfahren sowie Bissverletzungen durch Hunde. Bei Panzerfrakturen müssen immer auch innere Verletzungen – bei Frakturen des Rückenpanzers (Carapax) vor allem der Lungen – in Betracht gezogen werden. Eine Röntgenaufnahme ist daher meist unverzichtbar, auch um kleine Haarrisse (Fissuren) zu erkennen.
Nach Reposition der Bruchenden werden die Bruchstücke mit einem Dentalkunststoff, Cerclagen oder Epoxidharz fixiert. Die Heilungsaussichten sind meist gut, es kann aber Monate bis ein Jahr dauern, bis die Fraktur vollkommen ausgeheilt ist.